# Lữ đoàn Quốc tế
Lữ đoàn quốc tế (tiếng Tây Ban Nha: Brigadas Internacionales) là những đơn vị quân sự tạo ra bởi Đệ Tam Quốc tế để hỗ trợ chính phủ mặt trận nhân dân của Đệ Nhị Cộng hòa Tây Ban Nha trong Nội chiến Tây Ban Nha. Tổ chức tồn tại từ 1936 tới 1938, tính toán cho thấy có 32000-35000 thành viên phục vụ Lữ đoàn Quốc tế (kể cả 15000 người chết khi đánh nhau), nhưng không bao giờ có hơn 20000 thành viên lữ đoàn phục vụ tại chiến tuyến trong cùng một lúc.
Trụ sở chính của lữ đoàn đặt tại khách sạn Gran, Albacete, Castilla-La Mancha. Họ tham gia vào Trận Madrid, Jarama, Guadalajara, Brunete, Belchite, Teruel, Aragon, sông Ebro, hầu hết những trận này kết thúc với thất bại. Trong những năm cuối cùng, Lữ đoàn Quốc tế được tích hợp vào quân đội Cộng hòa như một phần của legion quốc tế của Tây Ban Nha. Tổ chức giải thể ngày 23 tháng 9 năm 1938 bởi thủ tướng Tây Ban Nha Juan Negrín trong ý định lấy nhiều hơn sự ủng hộ từ những người giải phóng dân chủ từ Non-Intervention Committee
Lữ đoàn quốc tế đại diện cho Đệ Tam Quốc tế và cam kết của Joseph Stalin trong việc hỗ trợ phe cộng hòa Tây Ban Nha bằng vũ khí, hậu cần, tư vấn và kỹ thuật tình báo trong chiến tranh. Tương tự như vậy, Italia, Đức và Bồ Đào Nha đã hỗ trợ cho phe cánh hữu Tây Ban Nha. Lực lượng lớn nhất của Lữ đoàn quốc tế đến từ Pháp, vào thời điểm Đảng cộng sản Pháp đang có vị trí rất mạnh. Sau đấy có thể kể đến số lượng lớn những người tình nguyện cộng sản từ Italia và Đức.. Người Do Thái từ Đông Âu và các nước nói tiếng Anh cũng có mặt với số lượng đông đảo trong Lữ đoàn quốc tế. Một nhóm cộng sản khác được tạo nên bởi những người theo chủ nghĩa Trotsky, chống lại "tư tưởng Stalin", họ không gia nhập trực tiếp Lữ đoàn quốc tế mà tham gia một nhóm độc lập mang tên POUM, theo tư tưởng Trotsky, bao gồm người Tây Ban Nha và các tình nguyện quốc tế, như là George Orwell hoặc một số nhóm có tính chất "vô chính phủ" như là Durruti Column, IWA và CNT cũng tham gia Nội chiến Tây Ban Nha.